# Eni
Eni (Ente nazionale idrocarburi) é uma multinacional petrolífera italiana constituída em 1953 por Enrico Mattei e privatizada em 1998. A empresa atua nos setores de petróleo, gás natural, petroquímico e bioquímico, produção e comercialização de energia elétrica a partir de combustíveis fósseis, cogeração e fontes renováveis. A Eni está cotada nas bolsas de Milão e de Nova Iorque e o Estado italiano detém uma participação minoritária no capital social (acima de 30%).
Em 2024 a Eni está presente em 64 países, tem 32 492 colaboradores e um faturamento de aproximadamente 88 bilhões de euros.
Em 2024 Eni ocupa a 98ª posição na lista Fortune Global 500 em termos de faturamento e a 151ª na lista Forbes Global 2000 por capitalização de mercado. Além disso, a Eni está no Top 100 Global Energy Leaders da Thomson Reuters e no Top 25 da Thomson Reuters para o setor de Petróleo e Gás.
O presidente da Eni é Giuseppe Zafarana desde 10 de maio de 2023, enquanto Claudio Descalzi é o Diretor Geral desde 9 de maio de 2014.

## História
Em 1926 nasceu na Itália a empresa Agip com o objetivo de explorar petróleo e gás natural no território nacional. Juntamente com as atividades desenvolvidas na Itália, a Agip negociava contratos para ampliar a exploração na Romênia, Albânia e Iraque.
Em 1936 foi fundada a empresa Anic.
Em 1941 foi criada a empresa Snam.
Em 1945 Enrico Mattei foi nomeado comissário da Agip e em 1953 fundou a Eni.

### Anos 1950-2000
Através da Lei número 136, de 10 de fevereiro de 1953, foi criada a Eni - a Empresa Nacional de Hidrocarbonetos -, da qual Enrico Mattei se tornou presidente. A lei concedeu à empresa o monopólio da exploração e produção de hidrocarbonetos no Vale do Pó e o controle da Agip, Anic, Snam e outras empresas menores.
Em 1957 foi criada a Saipem.
Desde seus primeiros anos, a ENI expandiu-se para África, onde, além de concluir acordos para exploração, construiu refinarias e redes de distribuição. Por meio de suas subsidiárias, Snamprogetti e Saipem, a elaboração de projetos e a construção de oleodutos e refinarias foram muitas vezes incluídos como contrapartida nos acordos para a pesquisa e a exploração de campos petrolíferos. Mattei introduziu uma fórmula chamada fifty-fifty nos países produtores, tanto na África quanto além, que permitia às autoridades locais compartilhar os lucros vindos do desenvolvimento da produção de petróleo e gás.
Em 1962, Enrico Mattei morreu em um atentado aéreo ao voltar de Catania.
Na década de 1970, a Snam inaugurou o gasoduto Transmed que, com mais de 2.500 km de comprimento, liga Hassi R'Mel, no deserto argelino, ao Vale do Pó.
Em 1974, a Agip adquiriu a rede de distribuição Shell Italiana, renomeada para IP.
Em 1982, a Eni criou a holding EniChimica, posteriormente renomeada como EniChem.
Em 1989 a Eni assinou um acordo com a Montedison para reunir parte das empresas químicas de cada grupo com a criação da Enimont. Em 1991, a Eni integrou todas as instalações químicas de Montedison.
Em 1992, a Eni foi privatizada e tornou-se uma empresa de capital aberto, tendo como único acionista o Ministério do Tesouro italiano.
Em 1995, o Ministério do Tesouro vendeu 15% da Eni através da cotação na Bolsa de Valores de Milão. Entre 1995 e 1998, quatro ofertas públicas (OPVs) colocaram no mercado cerca de 63% do capital.
Em 1998, a Eni incorporou a Agip, que se tornou a Divisão Exploration & Production da empresa.

### Século XXI
Em 2001, com a liberalização do mercado de gás, a Eni perdeu o monopólio de importação e distribuição em Itália. Paralelamente à criação da EniPower, a Eni entra no setor elétrico.
Em 2002, a EniChem torna-se Polimeri Europa.
A Eni adquiriu a British Borneo em 2000  e a Lasmo em 2001. Em 2000, foi descoberto o gigantesco campo de petróleo off-shore de Kashagan no Mar Cáspio.
Em 2012, o Polimeri Europa torna-se Versalis.
Em julho de 2021, a Eni anunciou a aquisição da Dhamma Energy, um grupo espanhol de produção de eletricidade a partir de energias renováveis. Em agosto de 2021, a Eni anuncia a aquisição da Be Power, empresa especializada em infraestruturas elétricas para veículos elétricos.
A 21 de abril de 2022, a subsidiária da Eni no Congo revelou a assinatura de um acordo com a República do Congo para aumentar a produção e exportação de gás. Este acordo inclui o desenvolvimento de um projeto de gás natural liquefeito (GNL) que deverá ter início em 2023 e produzir mais de 3 milhões de toneladas por ano.
A Eni é o principal acionista da empresa americana Commonwealth Fusion Systems (CFS). Em colaboração com o Instituto de Tecnologia de Massachusetts (MIT), o CFS está tentando construir um reator de fusão usando um tokamak, uma câmara toroidal. Este reator, deve ser mais barato do que os projetados em outros projetos internacionais, como o ITER.  Em setembro de 2021, a CFS realizou um teste usando super condutores de alta temperatura, que mostrou ser possível criar uma câmara de fusão que imita o processo de fusão de deutério e trítio que ocorre dentro do sol, a fim de produzir energia sustentável.

## Organização
A Eni está organizada em três grandes divisões operacionais:
- Divisão de E&P (Exploration and Production): exploração e produção de hidrocarbonetos
- Divisão G&P (Gas and Power): aquisição e venda de gás natural à grosso e a retalho, compra e venda de gás natural liquefeito (GNL) e compra, produção e venda de energia elétrica.
- Divisão de R&M e Química (Refining and Marketing e Química): refinação e comercialização de combustíveis e outros produtos petrolíferos

## Subsidiárias da ENI
O grupo Eni inclui cinco ramos principais:
- Enilive (originalmente Eni Station), empresa dedicada à mobilidade sustentável e ao fornecimento de serviços e produtos descarbonizados
- Eni Power, produção e venda de eletricidade
- Eni Rewind, serviço na área de saneamento ambiental
- Eni Plenitude (originalmente Eni gas e luce), venda de gás natural e eletricidade a particulares e empresas
- Versalis, produção e distribuição de petroquímicos
- Saipem, engenharia e construção off-shore e on-shore, assentamento de condutas, perfuração

## Acionistas
- Estado italiano 30%, mercado 70%.

Os principais acionistas são: Cassa Depositi e Prestiti S.p.A. - 28,5%, Ministério da Economia e Finanças - 1,99%.

## Presidentes – Comissários
- Enrico Mattei (1953-1962)
- Marcello Boldrini (1962-1967)
- Eugenio Cefis (1967-1971)
- Raffaele Girotti (1971-1975)
- Pietro Sette (1975-1979)
- Giorgio Mazzanti (1979)
- Egidio Egidi (comissário, 1979)
- Egidio Egidi (1980)
- Alberto Grandi (1980-1982)
- Enrico Gandolfi (comissário, 1982)
- Umberto Colombo (1982-1983)
- Franco Reviglio (1983-1989)
- Gabriele Cagliari (1989-1993)
- Luigi Meanti (1993-1999)
- Gian Maria Gros-Pietro (1999-2002)
- Roberto Poli (2002-2011)
- Giuseppe Recchi (2011-2014)
- Emma Marcegaglia (2014-2020)
- Lucia Calvosa (2020-2023)
- Giuseppe Zafarana (desde 2023)

## Brasil
Em 1981, a estatal petrolífera italiana Agip, do grupo ENI, comprou integralmente a Liquigás do Brasil, que foi transformada na Agip Liquigás.
Em 1984, em sociedade com outra distribuidora de GLP, a Agip Liquigás constituiu a Companhia Nordestina de Gás (Novogás), passando a atuar no Nordeste do país. No início dos anos 1990, a Novogás adquiriu a Tropigás,  que atuava na região Norte. Em 1997, a Agip Liquigás passou a ser a única acionistas das duas empresas.
Em 1998, a empresa passa a atuar no setor de distribuição de combustíveis, ao comprar uma rede de postos em São Paulo. Em 2000, adquiriu uma parte da rede de postos da Shell e, em 2001, a rede Ipê Distribuidora de Petróleo.
Em 1999, a Agip Liquigás passou a atuar de forma independente na produção e distribuição de lubrificantes automotivos e industriais, bem como na fabricação de registros de gás para uso doméstico.
Em 2000, a Agip Liquigás passa a se chamar Agip do Brasil.
Em agosto de 2004, a BR Distribuidora, subsidiária do grupo Petrobras, comprou a Agip do Brasil por US$ 450 milhões, tendo sido convertida em Liquigás Distribuidora. A BR Distribuidora absorveu os ativos de lubrificantes e combustíveis da Liquigás, que continuou no segmento de distribuição de GLP.